# إبراهيم معصوم القزويني
السيد إبراهيم بن إسماعيل بن حسن بن إبراهيم الكبير ابن الأمير محمد معصوم القزويني. هو رجل دين شيعي فارسي سليل أسرة علوية ترجع في نسبها إلى علي بن أبي طالب. لم تحدد المصادر التاريخية الفترة التأريخية التي عاشها، ولم تفصل الحديث عن حياته غير أنَّها ذكرت كتابه المعروف كتاب الأدعية. ويُقال له الأمير إبراهيم الصغير تمييزاً له عن جدّه إبراهيم الكبير الذي كان من تلامذة محمد باقر المجلسي.

## مؤلفاته
- كتاب الأدعية. ذكره محسن الأمين في ترجمته له في أعيان الشيعة،[1] وقد ذكره كذلك آغا بزرگ الطهراني في الذريعة بقوله: ”كتاب الأدعية للسيد الجليل الأمير إبراهيم بن الأمير إسماعيل ابن الأمير السيد حسن بن الأمير إبراهيم الكبير بن الأمير معصوم الحسيني القزويني، مجموعة من الأدعية كبيرة بخطه الشريف توجد عند بعض أحفاده وينقل فيها عن كتاب الأدعية بخط جده الأمير السيد حسن“.[2]

### كتب
- أعيان الشيعة. محسن الأمين، طبع بيروت - لبنان، تاريخ الطبع مفقود، منشورات دار التعارف.
- الذريعة إلى تصانيف الشيعة. آغا بزرگ الطهراني، طبع بيروت - لبنان، تاريخ الطبع مفقود، منشورات دار الأضواء.

### إشارات مرجعية
1. 1 2  
الأمين، محسن. أعيان الشيعة - ج2. ص. 111. مؤرشف من الأصل في 2019-12-09.
2. ↑  الطهراني، آغا بزرگ. الذريعة إلى تصانيف الشيعة - ج1. ص. 389. مؤرشف من الأصل في 2020-01-09.